# Kiko García (wielrenner)
Francisco José "Kiko" García Armendaris (Courbevoie, 25 juni 1968) is een in Frankrijk geboren Spaans voormalig beroepswielrenner. Hij reed zijn gehele carrière voor ONCE. In 1987 werd hij derde op het Spaanse kampioenschap voor amateurs.
Kiko García deed namens Spanje mee aan de Olympische Spelen van 1992 (Barcelona), op de wegrit. Hij eindigde als 24e, op 35 seconden achterstand.

## Belangrijkste overwinningen
1989
- Clásica Alcobendas

1992
- Clásica Alcobendas

1993
- 1e etappe Ronde van La Rioja